# Хан ван Меегерен
Хенрикус Антониус ван Меегерен, известен като Хан ван Меегерен е холандски художник, известен с това, че успешно фалшифицира картини на други художници. Разобличен е, след като бива изкаран пред сцена, за да покаже таланта си.

## Биография
Роден е през 1889 г. Още от малък проявява интерес към изкуството, но баща му не подкрепя тази негова амбиция, настоявайки той да учи архитектура. Изпраща го в Делфт, където Ван Меегерен продължава да ходи на уроци по рисуване и така и не взема последния си изпит по архитектура. През 1913 г. се премества в художественото училище в Хага и същата година е отличен със златен медал от училището в Делфт за своето произведение „Изследване на интериора на църквата Сент Лорен“. През 1917 г. младият талант прави изложба, вследствие на която картините му добиват широка популярност. Отначало с преобладаващи негативни отзиви критиците определят картините на Хан ван Меегерен като съсредоточени по-скоро върху миналото. Освен това към него са били отправяни забележки, че само копира други известни художници.
През 1945 г. Ван Меегерен заявява:
| „ | Изпаднал в състояние на тревожност и депресия поради оскъдната оценка към моята работа, аз реших един съдбовен ден да си отмъстя на изкуството, на критиците и на експертите като направя нещо, което светът никога досега не беше виждал. | “ |

Повлиян от негативните оценки, които получава, той решава да пресъздаде едно към едно десетки картини на стари художници, които представя за оригинални. Започва с творбите на Йоханес Вермеер, които до този момент са му доста познати, тъй като неговият преподавател неведнъж му е разказвал за него. Освен това Вермеер има само около 35 картини.
Ван Меегерен се оказва перфектният фалшификатор. Внимателно подбира материалите, с които работи, отделя значително внимание на детайлите. Тази дейност му осигурява завидни приходи – от изложбите и продажбата на фалшификати художникът изкарва над 27 милиона евро.
През Втората световна война Херман Гьоринг разменя 137 картини за картината на Меегерен „Христос с жената в прелюбодеяние“. Германецът обаче пази всички документи и в края на войната художникът е разкрит, че е копирал Вермеер. Хан ван Меегерен е застрашен от смъртна присъда, затова той трябва да докаже, че е фалшификатор. В съдебната зала го карат да нарисува картина на друг художник, за да докаже твърденията си. Осъден е на една година лишаване от свобода – обикновената присъда за подобно престъпление.
Холандците по никакъв начин не осъждат поведението на Ван Меегерен, тъй като той осигурява 137 картини, иззети незаконно от Гьоринг само за да ги размени за „оригинална“ картина от Йоханес Вермеер. Така нацистът си мисли, че се е сдобил с безценно произведение, което всъщност се оказва фалшификат.
Хан ван Меегерен не успява да излежи присъдата си, тъй като умира преждевременно от сърдечен удар.